# 57658 Nilrem
57658 Nilrem è un asteroide della fascia principale. Scoperto nel 2001, presenta un'orbita caratterizzata da un semiasse maggiore pari a 2,6152256 UA e da un'eccentricità di 0,0286908, inclinata di 13,60732° rispetto all'eclittica.
L'asteroide è dedicato all'astronomo francese Jean-Claude Merlin.